# Prosqualodon
Prosqualodon es un género extinto de cetáceo. Prosqualodon tenía un aspecto semejante al de los actuales cetáceos dentados, con los que estaba vinculado. Medía cerca de 2.3 metros de longitud, como los delfines. Tenía mandíbulas alargadas con dientes entrecruzados que sobresalían, permaneciendo visibles cuando la boca estaba cerrada, como ocurre en el gavial.
En la parte posterior de la boca poseía dientes triangulares similares a los de los cetáceos primitivos, pero en muchos otros aspectos, era relativamente avanzado. Ya había adoptado la forma corporal de los cetáceos modernos, con un cuello corto y una estructura mandibular simple, y adicionalmente, también presentaba un espiráculo. El aparato olfativo se había reducido en comparación con las formas primitivas, lo que sugiere que ya había perdido la mayor parte de su sentido del olfato, y presumiblemente dependería de la ecolocación para capturar a sus presas.
En base al estudio del cráneo se cree que utilizaban un método de alimentación como las especies actuales y el análisis de la ultraestructura del esmalte de los dientes apoya la hipótesis. Posiblemente, los dientes permitían capturar una gran variabilidad de peces que luego eran tragados; siendo su alimentación por succión. como en los defines actuales.

## Especies
- Prosqualodon australis Lydekker, 1894 (especie tipo); del Mioceno medio (Aquitaniense) de Argentina[3]
- Prosqualodon davidis Flynn, 1923; del Mioceno temprano (Aquitaniense) de Tasmania, Australia[4]
- Prosqualodon hamiltoni Benham, 1937; del Oligoceno tardío (Chattiense) de Nueva Zelanda;[5] parece representar un género diferenciado.[6]

La especie nominal "Prosqualodon" marplesi Dickson, 1964, más tarde tratada como una especie del escualodelfínido Notocetus, ha sido reclasificada como un pariente de Waipatia y se le dio un nuevo nombre de género, Otekaikea.